# Pliopithecidae
Pliopithecidae (pliopitécidos) es una familia extinta    de primates catarrinos que se originó a principios del Mioceno. Se originó en África y posteriormente se extendieron hacia Europa, antes de su extinción hace alrededor de 10 millones de años. Al igual que los gibones modernos se habían adaptado a vivir en las copas de los árboles en los bosques densos.

## Características físicas
Su anatomía combinaba rasgos primitivos como un cráneo pequeño, un hocico alargado y la cola presente en algunas especies; con otras características más avanzadas como la visión estereoscópica y dientes y mandíbulas como los grandes simios, lo que los distingue claramente de los monos. Se caracterizan por presentar sólo dos premolares, al igual que otros catarrinos, así como una morfología dentaria particular, con unas crestas del esmalte que constituyen el llamado “triángulo pliopitecino” en los molares inferiores.

## Clasificación
- Orden Primates Linnaeus, 1758
  - Infraorden Catarrhini E´. Geoffroy Saint-Hilaire, 1812
    - Superfamilia Pliopithecoidea Zapfe, 1960
      - Familia Pliopithecidae Zapfe, 1960[2]
        - Subfamilia Dionysopithecinae
          - Género Dionysopithecus Li, 1978
            - Dionysopithecus shuangouensis Li, 1978
            - Dionysopithecus orientalis Suteethorn et al., 1990

          - Género Platodontopithecus Li, 1978
            - Platodontopithecus jianghuaiensis Li, 1978

        - Subfamilia Pliopithecinae Zapfe, 1960
          - Género Pliopithecus Gervais, 1849
            - Pliopithecus antiquus Gervais, 1849
            - Pliopithecus piveteaui Hürzeler, 1954
            - Pliopithecus platyodon Biedermann, 1863
            - Pliopithecus zhanxiangi Harrison et al., 1991
            - Pliopithecus canmatensis Alba et al.[4]

          - Género Epipliopithecus Zapfe & Hürzeler, 1957
            - Epipliopithecus vindobonensis Zapfe & Hürzeler, 1957

          - Género Egarapithecus Moyà-Solà et al., 2001
            - Egarapithecus narcisoi Moyà-Solà et al., 2001